# 하프 협주곡 (글리에르)
《하프 협주곡 내림 마장조 작품번호 74》는 라인홀트 글리에르가 1938년에 작곡한 협주곡이다.

## 작곡 과정
글리에르의 하프 협주곡은 1938년에 작곡됐는데, 그가 남긴 협주곡 중 최초의 것이다. 협주곡의 협연 악기로 피아노나 바이올린, 첼로가 아닌 하프를 고른 것이 꽤나 특이한데, 러시아/소련 작곡가들 중 하프 협주곡을 작곡한 이들이 거의 없었다.
곡을 쓰면서 글리에르는 하피스트인 제냐 에르델(Xenia Erdel)에게 지속적으로 조언을 구했는데, 글리에르의 말에 따르면 그녀는 단순한 조언자 이상의 역할을 했다고 한다. 그래서 소련 국립음악 출판사에서 악보를 출간할 때 공동 작곡가로 등록하려고 했지만, 에르델은 그 제안을 마다하고 그저 '편집자'로만 등록해 달라고 요구했다. 
초연은 작곡된 해의 11월 23일에 모스크바에서 진행되었고, 독주는 당연히 에르델이 맡았다. 이 곡은 제2차 세계대전 후 서방에도 소개되었고, 소위 '소련 3인방'이라는 프로코피예프와 쇼스타코비치, 하차투리안의 작품 만큼은 아니었지만 하피스트들의 인기를 얻은 작품이 되었다. 글리에르는 이후에도 에르델과 계속 친교를 나누었고, 1947년에는 하프와 피아노 이중주곡 《즉흥곡》을 써서 그녀에게 헌정하기도 했다.

## 악장 구성
통상의 협주곡처럼 3악장으로 이루어져 있다.
- 1악장: 알레그로 모데라토, 내림 마장조
- 2악장: 주제와 변주, 내림다장조
- 3악장: 알레그로 지오코소, 내림 마장조

## 악기 편성
독주 하프, 플루트2, 오보에2, 클라리넷2, 바순2, 호른3, 팀파니, 트라이앵글, 현악기

## 연주시간
- 약 28분